# Суит, Генри
Генри Суит (англ. Henry Sweet; 15 сентября 1845, Лондон — 30 апреля 1912, Оксфорд) — британо-английский филолог, фонетист и грамматик; один из основоположников английской школы фонетистов.

## Биография
Родился 15 сентября 1845 года в Лондоне. Получил образование в университетах Гейдельберга (1864) и Оксфорда (с 1869).
С 1869 по 1885 был членом филологического общества.
В 1901 году занял место преподавателя фонетики в Оксфордском университете. Появившиеся в XIX веке новые методы преподавания, нередко базирующиеся на противоречащих друг другу установках, стремительно распространились в веке XX. Ключевую роль в этом процессе сыграли, наряду со Суитом, практикующие исследователи Генрих Оллендорф (Heinrich Gottfried Ollendorff), Отто Есперсен (Otto Jespersen), Харольд Палмер (Harold Palmer), Л. В. Щерба. Они пытались согласовать общие принципы преподавания языков с существующими лингвистическими и психологическими теориями, зачастую оставляя в стороне собственно практику преподавания в конкретных методических деталях (см. статью Лингводидактика).
Генри Суит умер 30 апреля 1912 года в Оксфорде.

## Научная деятельность
Суит автор множества трудов, имевших в начале XX века руководящее значение для изучения староанглийской грамматики, а равно в области фонетики и философии языка; некоторые из них не потеряли актуальности и в настоящее время. Среди наиболее известных работ:
- «Handbook of phonetics» (1877);
- «History of English sounds» (1874, 2 изд. 1888);
- «Words, logic and grammar» (1876);
- «Dialects and prehistoric forms of old English» (1876);
- «An Anglo-Saxon reader» (1876; 7 изд. 1894; 2 ч. 1887);
- «The oldest English texts» (1885);
- «A new English grammar» (1892);
- «The student’s dictionary of Anglo-Saxon» (1897);
- «A sketch of Anglo-Saxon poetry» («History of English poetry», том 4, 1871)[7].